# Gargara semibrunnea
Gargara semibrunnea är en insektsart som beskrevs av William D. Funkhouser 1929. Gargara semibrunnea ingår i släktet Gargara och familjen hornstritar. Inga underarter finns listade i Catalogue of Life.